# 2000年国家领导人列表

## 亞洲
- 阿富汗伊斯蘭酋長國
  - 大协商会议主席：穆罕默德·奥马尔（1996年－2001年）
- 巴林
  - 埃米尔 － 哈迈德·本·伊萨·本·萨勒曼·阿勒哈利法（1999年－至今）
  - 首相 － 哈利法·本·萨勒曼·阿勒哈利法（1970年－2020年）[a]
- - 总统：谢哈布丁·艾哈迈德（1996年－2001年）
  - 总理：謝赫·哈西娜（1996年－2001年）
- 不丹
  - 国王：吉格梅·辛格·旺楚克（1972年－2006年）
  - 总理：桑格·乃杜（1999年－2000年）
- - 苏丹兼首相：哈吉·哈桑纳尔·博尔基亚（苏丹：1967年－至今；首相：1984年－至今）
- 柬埔寨
  - 国王：诺罗敦·西哈努克（1993年－2004年）
  - 首相：洪森（1985年－至今）
- 中华人民共和国
  - 中共中央总书记：江澤民（1989年－2002年）
  - 国家主席：江澤民（1989年－2003年）
  - 中央军事委员会主席：江泽民（1989年－2005年）
  - 国务院总理：朱鎔基（1998年－2003年）
  -  香港特別行政區
    - 行政长官：董建華（1997年－2005年）

  -  澳门特别行政区
    - 行政长官：何厚鏵（1999年－2009年）
- 印度
  - 总统：科切里尔·拉曼·纳拉亚南（1997年－2002年）
  - 总理：阿塔尔·比哈里·瓦杰帕伊（1998年－2004年）
- 印度尼西亞
  - 总统：阿卜杜勒-拉赫曼·瓦希德（1999年－2001年）
- 伊朗
  - 最高领袖：阿里·哈梅内伊（1989年－至今）
  - 总统：穆罕默德·哈塔米（1997年－2005年）
- 伊拉克
  - 总统兼总理：萨达姆·侯赛因（1979年－2003年）
- 以色列
  - 总统
    1. 埃泽尔·魏茨曼（1993年－2000年）
    2. 摩西·卡察夫（2000年－2007年）

  - 总理：埃胡德·巴拉克（1999年－2001年）
- 日本
  - 天皇：明仁（1989年－2019年）
  - 内阁总理大臣
    1. 小淵惠三（1998年－2000年）
    2. 森喜朗（2000年－2001年）
- 约旦
  - 国王：阿卜杜拉二世（1999年－至今）
  - 首相：阿里·阿布·拉吉卜（2000年－2003）
- - 总统：努尔苏丹·纳扎尔巴耶夫（1990年－2022年）
  - 哈萨克斯坦总理：卡西姆若马尔特·托卡耶夫（1999年－2002年）
- - 最高领导人：金正日（1994年－2011年）
  - 最高人民会议委员长：金永南（1998年－2019年）
  - 内阁总理：洪成南（1998年－2003年）
- - 总统：金大中（1998年－2003年）
  - 国务总理
    1. 金钟泌（1998年－2000年）
    2. 朴泰俊（2000年）
    3. 李汉东（2000年－2002年）
- 科威特
  - 埃米尔：贾比尔·艾哈迈德·萨巴赫（1977年－2006年）
  - 总理：萨阿德·阿卜杜拉·萨利姆·萨巴赫（1978年－2003年）
- - 总统：阿斯卡尔·阿卡耶夫（1990年－2005年）
  - 总理：库尔曼别克·巴基耶夫（2000年－2002年）
- - 老挝人革党中央主席：坎代·西潘敦（1992年－2006年）
  - 国家主席 ：坎代·西潘敦（1998年－2006年）
  - 政府总理：西沙瓦·乔本潘（1998年－2001年）
- 黎巴嫩
  - 总统：埃米尔·拉胡德（1998年－2007年）
  - 总理 ：拉菲克·哈里里（2000年－2004年）

- 马来西亚

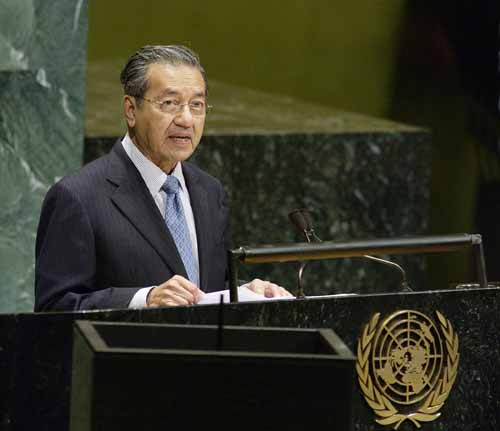
马来西亚首相马哈迪·莫哈末

  - 最高元首：蘇丹沙拉胡丁·阿都·阿茲·沙（1999年－2001年）
  - 首相：马哈迪·莫哈末（1981年－2003年）
  - 马来西亚副首相：阿都拉·巴达威（1999年－2003年）
- 馬爾地夫
  - 总统：穆蒙·阿卜杜勒·加尧姆（1978年－2008年）
- 蒙古国
  - 总统：那楚克·巴嘎班迪（1997年－2005年）
  - 总理：那木巴尔·恩赫巴亚尔（2000年－2004年）
- 緬甸
  - 国家和平与发展委员会主席：丹瑞（1992年－2011年）
- 尼泊尔
  - 国王：毕兰德拉（1972年－2001年）
  - 首相：吉里贾·普拉萨德·柯伊拉腊（2000年－2001年）
- 阿曼
  - 苏丹兼首相—卡布斯·本·赛义德·阿勒赛义德（1970年－2020年）
- 巴勒斯坦
  - 民族权力机构主席：亚西尔·阿拉法特（1994年－2004年）
- 菲律賓
  - 总统 － 约瑟夫·埃赫西托·埃斯特拉达（1998年－2001年）
- 中華民國 [b]
  - 总统
    1. 李登輝（1988年－2000年）
    2. 陳水扁（2000年－2008年）

  - 行政院長
    1. 蕭萬長（1997年－2000年）
    2. 唐飛（2000年）
    3. 張俊雄（2000年－2002年）
- 沙烏地阿拉伯
  - 国王兼大臣会议主席 － 法赫德·本·阿卜杜勒-阿齐兹·阿勒沙特（1982年－2015年）
- 新加坡
  - 总统：塞拉潘·納丹（1999年－2011年）
  - 总理：吳作棟（1990年－2004年）
- 斯里蘭卡
  - 总统：钱德里卡·班达拉奈克·库马拉通加（1994年－2005年）
  - 总理
    1. 西丽玛沃·拉特瓦特·迪亚斯·班达拉奈克（1994年－2000年8月10日）
    2. 拉特纳西里·维克勒马纳亚克（2000年8月10日－2001年）
- 叙利亚
  - 总统
    1. 哈菲兹·阿萨德（1971年－2000年6月）
    2. 阿卜杜勒·哈利姆·哈达姆（代理总统，2000年6月－2000年7月）
    3. 巴沙尔·阿萨德（2000年－至今）

  - 总理
    1. 马哈茂德·祖阿比（1987年－2000年）
    2. 穆罕默德·穆斯塔法·米鲁（2000年－2003年）
- - 总统 － 埃莫马利·拉赫蒙（1992年－至今）
  - 总理 － 阿基勒·阿基洛夫（1999年－2013年）
- 泰國
  - 国王：普密蓬·阿杜德（1946年－2016年）
  - 总理：川·立派（1997年－2001年）
- 土耳其
  - 总统
    1. 苏莱曼·德米雷尔（1993年－2000年）
    2. 阿赫迈特·内吉代特·塞泽尔（2000年－2007年）
- 阿联酋
  - 酋长：扎耶德·本·苏尔坦·阿勒纳哈扬（1971年－2004年）
  - 总理兼副总统：谢赫·马克图姆·本·拉希德·阿勒马克图姆（1971年－1979年 ,1990年－2006年）
- - 总统：伊斯兰·阿卜杜加尼耶维奇·卡里莫夫（1991年－2016年）
  - 总理：乌特库尔·图赫塔穆拉多维奇·苏尔丹诺夫（1995年－2003年）
- 越南
  - 越共中央总书记：黎可漂（1997年－2001年）
  - 国家主席：陈德良（1997年－2006年）
  - 政府总理：潘文凯（1997年－2006年）
- 葉門
  - 总统：阿里·阿卜杜拉·萨利赫（1994年－2012年）
  - 总理：阿卜杜勒·卡里姆·埃里亚尼（英语：Abd Al-Karim Al-Iryani）（1998年－2003年）

## 非洲
- 阿尔及利亚
  - 总统：阿卜杜勒-阿齐兹·布特弗利卡（1999年－2019年）
  - 总理
    1. 艾哈迈德·本毕图尔（1999年－2000年）
    2. 阿里·本·弗利斯（2000年－2003年）
- 安哥拉
  - 总统：若泽·爱德华多·多斯桑托斯（1979年－至今）
- - 总统：马蒂厄·克雷库（1996年－2006年）
- - 总统：费斯图斯·莫加埃（1998年－2008年）
- 布吉納法索
  - 总统：布莱兹·孔帕奥埃（1987年－2014年）
  - 总理：帕拉曼加·厄恩斯特·约恩利（2000年－2007年）
- 喀麦隆
  - 总统：保罗·比亚（1982年－至今）
  - 总理：彼得·马法尼·穆松格（1996年—2004年）
- 中非
  - 总统：昂热-菲利克斯·帕塔塞（1993年－2003年）
  - 总理：阿尼赛·乔治·多洛盖尔（1999年－2001年）
- - 总统：伊德里斯·代比（1990年－2021）
- - 总统：阿扎利·阿苏马尼（1999年－2002年）
- 刚果共和国
  - 总统：德尼·萨苏-恩格索（1997年－至今）
- 刚果民主共和国
  - 总统：洛朗-德西雷·卡比拉（1997年－2001年）
- - 总统：伊斯梅尔·奥马尔·盖莱（1999年－至今）
  - 总理 － 巴尔卡特·古拉特·哈马杜（英语：Barkat Gourad Hamadou）（1978年－2001年）
- 埃及
  - 总统：穆罕默德·胡斯尼·穆巴拉克（1981年－2011年）
  - 总理：阿提夫·穆罕默德·奥贝德（1999年－2004年）
- 赤道几内亚
  - 总统：特奥多罗·奥比昂·恩圭马·姆巴索戈（1979年－至今）
- - 总统：伊萨亚斯·阿费沃尔基（1991年－）[c]
- 衣索比亞
  - 总统：梅莱斯·泽纳维（1995年－2001年）
  - 总理：（1995年－2012年）
- 加彭
  - 总统：哈吉·奥马尔·邦戈（1967年－2009年）
  - 总理：让-弗朗索瓦·恩图图梅·埃马内（1999年－2006年）
- - 总统：叶海亚·贾梅（1994年－至今）
- - 总统：杰瑞·约翰·罗林斯（1993年－2001年）
- 几内亚
  - 总统：兰萨纳·孔戴（1984年－2008年）
- - 总统
    -       1. 马兰·巴卡伊·萨尼亚（1999年－2000年）
      2. 穆罕默德·雅拉·恩巴洛（2000年－2003年）

  - 总理
    -       1. 弗朗西斯科·法杜勒（英语：Francisco Fadul）（1998年-2000年）
      2. 卡埃塔诺·恩查马（英语：Caetano N'Tchama）（2000年-2001年）
- - 总统
    -       1. 洛朗·巴博（2000年－2010年）
      2. 罗贝尔·盖伊（英语：Robert Guéï）（1999年—2000年）

  - 总理：塞义杜·埃利马内·迪亚拉（2000年，2003年－2005年）
- 尚比亞
  - 总统：弗雷德里克·雅各布·泰塔斯·齐卢巴（1991年－2002年）
- 辛巴威
  - 总统：罗伯特·加布里埃尔·穆加贝（1991年－2002年）

## 欧洲
- 阿布哈茲 [d]
  - 总统 — 弗拉季斯拉夫·格里戈里耶维奇·阿尔金巴（1990年－2005年）
  - 总理 — 维亚切斯拉夫·楚格巴（英语：Viacheslav Tsugba）（1999年－2001年）
- 阿尔巴尼亚
  - 总统 － 雷杰普·切马尔·迈达尼（1997年－2002年）
  - 总理 － 伊利尔·梅塔（1999年1－2002年）
- 安道尔
  - 安道尔親王
  - 1. 祖安·马丁·艾兰尼斯（1971年–2003年）
  - 2. 雅克·希拉克（1995年–2007年）
  - 首相 － 马克·福尔内·莫尔内（1994年－2005年）
- 亞美尼亞
  - 总统 － 罗伯特·科恰良（1998年－2008年）
  - 总理
    1. 阿拉姆·萨尔基相（1999年－2000年）
    2. 安德拉尼克·马尔加良（2000年－2007年）
- 阿尔察赫 [e]
  - 总统 — 阿尔卡迪·古卡斯扬（英语：Arkadi Ghukasyan）（1997年－2007年）
- 奥地利
  - 总统 — 托马斯·克莱斯蒂尔（1992年－2004年）
  - 总理
    1. 维克托·克利马（1997年－2000年）
    2. 沃尔夫冈·许塞尔（2000年-2007年）
- - 总统 － 盖达尔·阿利耶夫（1993年－2003年）
  - 总理 - 阿尔图尔·拉西扎德 （1996年－2003年8月4日，2003年11月4日－2018年）
- 白俄羅斯
  - 总统 － 亚历山大·格里戈里耶维奇·卢卡申科（1994年－至今）
  - 总理
    1. 谢尔盖·林格（1997年－2000年2月18日）
    2. 弗拉基米尔·叶尔莫申（代理总理：2000年2月18日－2000年3月14日；总理：2000年3月14日－2001年10月1日）
- 比利时
  - 国王 － 阿尔贝二世（1993年－2013年）
  - 首相 - 居伊·伏思达（1999年—2008年）
- - 高级代表—沃尔夫冈·佩特里奇（英语：Wolfgang Petritsch）（1999年－2002年）
- 保加利亚
  - 总统 － 彼得·斯托扬诺夫（1997年－2002年）
  - 总理 － 伊万·科斯托夫（1997年－2001年）
- - 总统
    1. 弗拉特科·帕夫莱蒂奇（代理总统，1999年－2000年2月2日）
    2. 兹拉特科·托姆契奇（代理总统，2000年2月2日－2000年2月18）
    3. 斯捷潘·梅西奇（2000年2月18日－2010年）

  - 总理
    1. 兹拉特科·马泰沙（1995年－2000年1月27日）
    2. 伊维察·拉昌（2000年1月27日－2003年）
- 賽普勒斯
  - 总统 － 格拉夫科斯·克莱里季斯（1993年－2003年）
- 捷克
  - 总统 － 瓦茨拉夫·哈维尔（1993年－2003年）
  - 总理 － 米洛什·泽曼（1998年－2002年）
- 丹麦
  - 女王 － 玛格丽特二世（1972年－现今）
  - 首相 － 波尔·尼鲁普·拉斯穆森（1993年－2001年）
- 爱沙尼亚
  - 总统 － 伦纳特·梅里（1992年－2001年）
  - 总理 － 马尔特·拉尔（1992年—1994年；1999年—2002年）
- 芬兰
  - 总统
    1. 马尔蒂·阿赫蒂萨里（1994年－2000年3月1日）
    2. 塔里娅·哈洛宁（2000年3月1日－2012年）

  - 总理 － 帕沃·利波宁（1995年－2003年）
- 法國
  - 总统 － 雅克·希拉克（1995年－2007年）
  - 总理 － 利昂内尔·若斯潘（1997年—2002年）
- 乌克兰
  - 总统 － 列昂尼德·丹尼洛维奇·库奇马（1994年－2005年）
  - 总理 － 维克多·安德烈耶维奇·尤先科（1999年－2001年,2005年－2010年）
- 英国
  - 女王 － 伊丽莎白二世（1952年－2022年）
  - 首相 － 安东尼·查尔斯·林顿·布莱尔爵士（1997年－2007年）
- 梵蒂冈
  - 教宗 － 若望保禄二世（1978年–2005年）
  - 委员会主席 － 埃德蒙·斯佐卡（英语：Edmund Szoka）（1997年-2006年）
  - 宗座
    - 国务枢机卿 － 安杰洛·索达诺（1991年-2006年今）

## 南美洲
- 阿根廷
  - 总统 － 费尔南多·德拉鲁阿（1999年－2001年）
- 玻利维亚
  - 总统 - 乌戈·班塞尔（1997年－2001年）
- 巴西
  - 总统 － 费尔南多·恩里克·卡多佐（1995年－2003年）
- 智利
  - 总统
    1. 帕特里西奥·艾尔温（1994年－2000年）
    2. 里卡多·拉戈斯（2000年－2006年）
- 哥伦比亚
  - 总统  － 安德烈斯·帕斯特拉纳（1998年－2002年）
- - 总统
    1. 哈米尔·马瓦德（1998年－2000年）
    2. 古斯塔沃·诺沃亚（2000年－2003年）
- 福克蘭群島 （英国海外領土）
  - 总督（兼任 南乔治亚和南桑威奇群岛專員 ）
    - 唐纳德·亚历山大·拉蒙特（英语：Donald Lamont）（1999年－2002年）

  - 行政长官 － 迈克尔·布兰奇（英语：Michael Blanch）（2000年－2003年）
- - 总统 - 巴拉特·贾格迪奥（1999年-2011年）
  - 总理 - 塞缪尔·海因兹（1999年－2015年）
- 巴拉圭
  - 总统 － 路易斯·冈萨雷斯·马基（1999年—2003年）
- 秘魯
  - 总统
    1. 阿尔韦托·藤森（1990年－2000年）
    2. 巴伦廷·帕尼亚瓜（2000年－2001年）

  - 总理
    1. 阿尔韦托·布斯塔曼特·贝朗德（1999年10月10日－2000年7月29日）
    2. 费德里科·萨拉斯（2000年7月29日－2000年11月21日）
    3. 哈维尔·佩雷斯·德奎利亚尔（2000年－2001年）
- 苏里南
  - 总统
    1. 尤勒斯·韦登博斯（1996年-2000年）
    2. 罗纳德·韦内蒂安（2000年－2010年）
- 乌拉圭
  - 总统
    1. 胡利奥·玛丽亚·桑吉内蒂（1995年－2000年）
    2. 豪尔赫·巴特列（2000年－2005年）
- 委內瑞拉
  - 总统 － 乌戈·查韦斯（1999年－2013年）